# Lola 90
La Lola 90 (chiamata anche Lola LC90) è una monoposto di Formula 1, costruita dalla britannica Lola e utilizzata dalla scuderia francese Larrousse per partecipare al Campionato mondiale di Formula 1 1990. 
Progettata da Eric Broadley e Chris Murphy, è alimentata dal motore Lamborghini LE3512 con architettura V12 da 3,5 litri. La vettura fu guidata dai piloti Éric Bernard e Aguri Suzuki.